# Nhân hóa

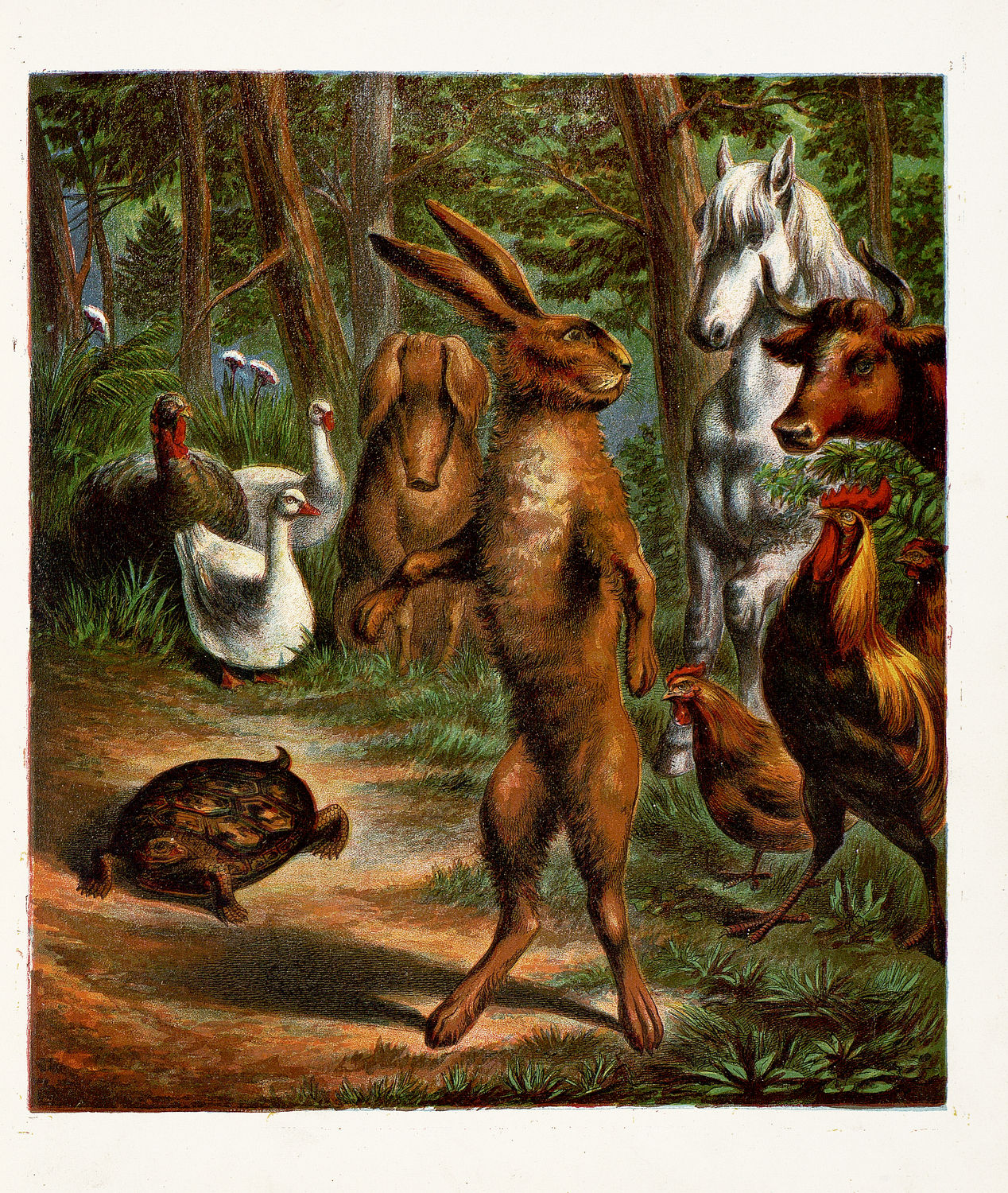
Tranh vẽ về các con vật được nhân hóa, chúng đang trao đổi, trò chuyện tương tự như con người

Nhân hóa (Anthropomorphism) hay còn gọi là phép nhân hóa hoặc nhân cách hóa là cách miêu tả, diễn tả con vật hoặc sự vật có cảm xúc, tính cách và hành động, tâm lý như con người bằng các thủ pháp nghệ thuật như văn, thơ. Trong đó, sự vật được quy ước về các đặc điểm, cảm xúc hay ý định của con người đối với các thực thể không phải con người. Từ nhân hoá có nghĩa là trở thành người hay hóa người. Nhân hóa là sự gắn kết về hình dáng và đặc điểm con người với các khái niệm trừu tượng như cảm xúc, các đồ vật, các loài động vật, vật nuôi và các lực lượng tự nhiên như mùa màng và thời tiết.

## Tổng quát
Nhân hóa được coi là một khuynh hướng bẩm sinh trong tâm lý con người. Nhân hóa có nguồn gốc cổ như là các cách kể chuyện và hầu hết các nền văn hóa đều có những truyền thống với những con vật được nhân loại hóa thành nhân vật với những đặc điểm, hình dạng và cá tính riêng. Người ta cũng thường cho rằng cảm xúc của con người và các đặc điểm hành vi đối với động vật hoang dã cũng như vật nuôi là phổ biến.
Trong văn học phép nhân hóa là cách gọi hoặc tả sự vật, hiện tượng (con vật, cây cối, đồ vật, hiện tượng thiên nhiên...) bằng những từ ngữ vốn được dùng để gọi hoặc tả con người, từ đó làm cho thế giới loài vật, cây cối đồ vật, hiện tượng thiên nhiên trở nên gần gũi với con người, biểu thị được những suy nghĩ tình cảm của con người, khi gợi tả sự vật người ta thường gán cho sự vật đặc tính của con người

## Tôn giáo

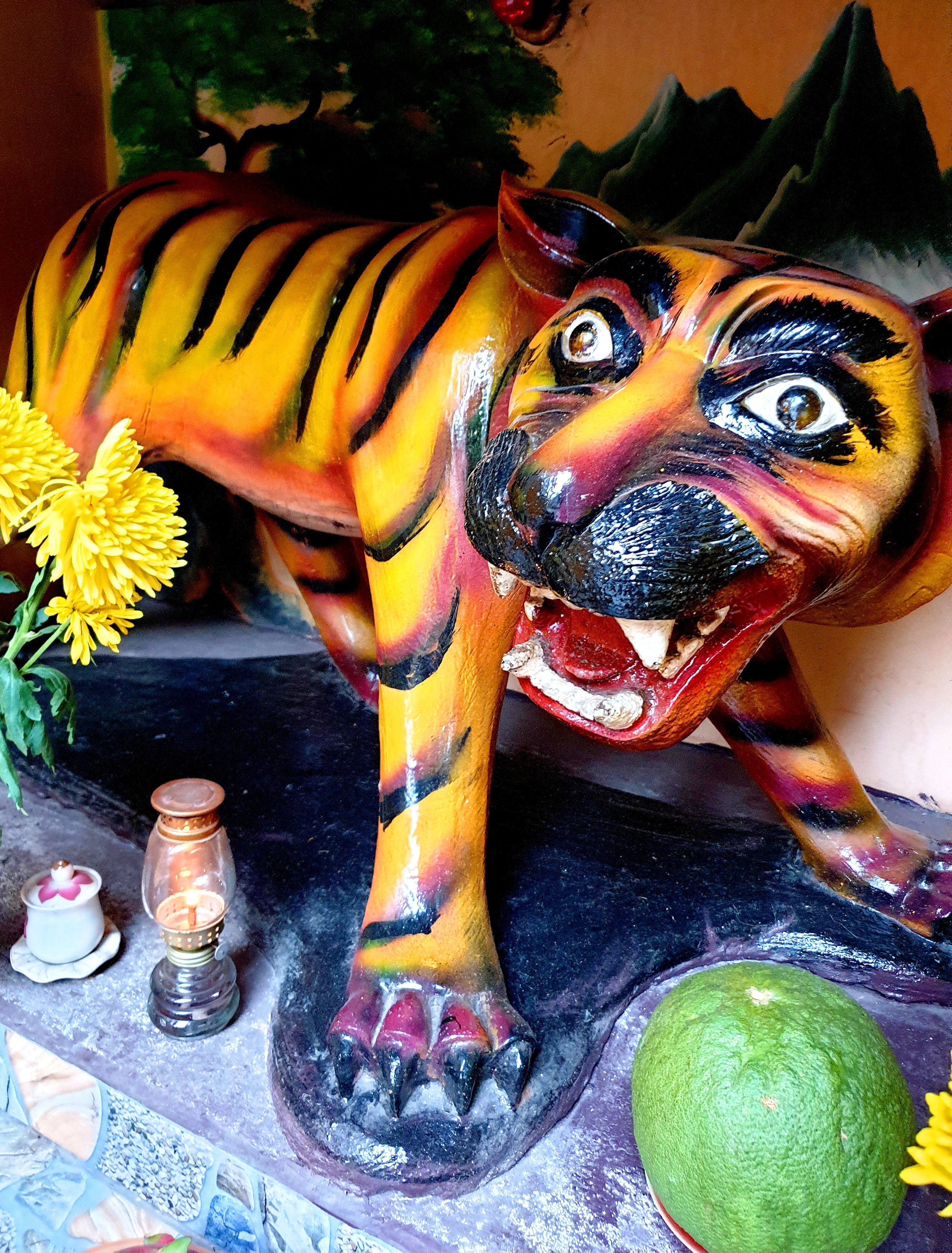
Tượng ông Cọp được thờ cúng trong miếu Gò Xoài ở Bình Tân, ông Cọp này được phác họa nhân hóa với những nét đặc trưng con người như có chân mày rậm rì với bộ ria mép chải chuốt theo kiểu ông Chà Và

Trong tôn giáo và thần thoại, thuyết nhân hóa đề cập đến nhận thức về một sinh vật thần thánh hay các sinh mệnh dưới hình thức con người, hoặc sự thừa nhận phẩm chất con người trong những sinh vật này và thông thường gắn liền với đó là tín ngưỡng sùng bái tự nhiên như bái vật tổ, Totem giáo và tín ngưỡng thờ động vật. Các câu chuyện cổ đại thường đại diện cho thần linh như các vị thần với các hình thức và phẩm chất của con người.
Chúng giống với con người không chỉ về ngoại hình và tính cách, chúng thể hiện nhiều hành vi của con người được sử dụng để giải thích các hiện tượng tự nhiên, sự sáng tạo, và các sự kiện lịch sử. Một số vị thần nhân tạo đại diện cho các khái niệm cụ thể của con người như tình yêu, chiến tranh, sinh sản, vẻ đẹp. Các vị thần nhân bản thể hiện những phẩm chất của con người như vẻ đẹp, trí tuệ, và quyền lực và đôi khi những điểm yếu của con người như lòng tham, sân hận, ghen tuông và giận dữ.

## Phản biện
Một số tôn giáo, học giả, và triết gia phản đối các vị thần nhân tạo. Nhà triết học Hy Lạp Xê-nôphan (570-480 TCN) lập luận chống lại quan niệm về các vị thần như nhân tạo cơ bản nhân thế. 
Ông nói rằng "vị thần vĩ đại nhất" giống với con người "không phải trong hình thức hay trong tâm trí". Cả Do thái giáo và Hồi giáo đều chối bỏ một vị thần nhân hóa thay vào đó họ tin rằng Đức Chúa Trời vượt khỏi sự hiểu biết của con người.
Việc Do Thái từ chối một vị thần nhân hóa đã gia tăng trong giai đoạn Hasmonean (khoảng năm 300 TCN), khi đức tin Do Thái kết hợp một triết lý Hy Lạp. Sự chối bỏ của Do thái giáo đã tăng lên sau Thế kỷ Hồi giáo Hồi giáo vào thế kỷ thứ mười lăm, mà Maimonides đã được soạn thảo vào thế kỷ XII, trong mười ba nguyên tắc của đức tin Do thái. Người Hindu không từ chối khái niệm về một vị thần trong những điều không có con người trừu tượng, nhưng lưu ý những vấn đề thực tiễn.